# Ruine Hasselburg
Die Hasselburg ist die Ruine einer hochmittelalterliche Höhenburg bei Bad Harzburg  im Landkreis Goslar in Niedersachsen.

## Geschichte
Die Hasselburg erscheint nie ausdrücklich in mittelalterlichen Schriftquellen. Es wird aber aufgrund der besitzgeschichtlichen Zusammenhänge vermutet. dass sie zu Beginn des 11. Jahrhunderts durch die Herren von Veckenstedt angelegt worden ist. Möglicherweise ist die Burg 1107 zerstört worden, als diese mit dem Tod Heinrichs IV. 1106 ihren Einfluss am Königshof verloren. Später gehörte sie möglicherweise den Grafen von Wernigerode. Die Keramikfunde reichen bis in das Spätmittelalter. 

## Beschreibung
Die Hasselburg liegt auf einem Felssporn zwischen zwei Bächen. Ihr künstlich eingeebneter Burgplatz misst ca. 20 × 40 m. Die ehemalige Bebauung ist nur noch in Form von künstlichen Eintiefungen zu erkennen, die auf ehemalige Bauten und Keller hindeuten. An der zum Berghang gelegenen Westseite befinden sich unter einem Schuttwall Reste einer vermörtelten Mauer. Im Osten des Burgplatzes befindet sich eine steile, natürliche Höhlenkluft im Dolomit, die als „Brunnen“ bezeichnet wurde und mit Gesteinstrümmern verstopft ist. Außer im Osten verläuft auf den Seiten des Burgkegels ein tiefer, aus dem Fels geschlagener Graben mit Vorwall. Der Vorwall läuft an seinem nördlichen Ende in eine steile Kuppe aus, die vielleicht die Stelle eines einstigen Turmes bezeichnet. Südlich und westlich des Vorwalles befindet sich zum Berg hin noch ein Außengraben. Im Nordosten verläuft zwischen den Bächen noch ein Wall-Graben-Stück, das eine torartige Öffnung aufweist.